# Paramormia corniculata
Paramormia corniculata är en tvåvingeart som beskrevs av Vaillant 1973. Paramormia corniculata ingår i släktet Paramormia och familjen fjärilsmyggor.
Artens utbredningsområde är Tennessee. Inga underarter finns listade i Catalogue of Life.